# Red Dust (film, 2004)
Pour les articles homonymes, voir Red Dust.
Pour plus de détails, voir Fiche technique et Distribution.
Red Dust est un film britannique réalisé par Tom Hooper, sorti en 2004.

## Synopsis
Sarah Barcant, avocate, revient en Afrique du Sud pour représenter Alex Mpondo, membre du parlement qui a été torturé mais n'en a pas souvenir, et Steve Sizela, son ami arrêté en même temps que lui et qui a disparu.

## Fiche technique
- Titre : Red Dust
- Réalisation : Tom Hooper
- Scénario : Troy Kennedy-Martin d'après le roman de Gillian Slovo
- Musique : Rob Lane
- Photographie : Larry Smith
- Montage : Avril Beukes
- Production : Ruth Caleb, Anant Singh et Helena Spring
- Société de production : Distant Horizon, Videovision Entertainment et BBC Films
- Pays :  Royaume-Uni et  Afrique du Sud
- Genre : Drame
- Durée : 110 minutes
- Lieu du tournage : Graaff-Reinet
- Dates de sortie : 
  -  Canada : 13 septembre 2004 (Festival international du film de Toronto)
  -  Afrique du Sud : 6 mai 2005

## Distribution
- Hilary Swank : Sarah Barcant
- Chiwetel Ejiofor : Alex Mpondo
- Jamie Bartlett : Dirk Hendricks
- Ian Roberts : Piet Müller
- Hlomla Dandala : Oscar Dumasi
- James Ngcobo : Ezekiel
- Glen Gabela : Themba
- Connie Mfuku : la tante d'Alex
- Greg Latter : Mannie Bester
- Marius Weyers : Ben Hoffman
- Elize Cawood : Anna Hoffman
- Nomhle Nkonyeni : Mme. Sizela
- Junior Singo : Sipho
- Loyiso Gxwala : Steve Sizela
- Dirk Stoltz : Andre
- Leslie Mongezi : Neville Mashaba
- Nambitha Mpumlwana : Norah Mbeti
- Marcel van Heerden : Chris Hummell
- Jennifer Steyn : Marie Müller

## Distinctions
Le film a été nommé pour trois South African Film and Television Awards et a reçu celui du meilleur montage pour un film.